# Cementerio del Monasterio de San Jorge
El Cementerio del Monasterio de San Jorge también llamado Cementerio de "Agios Georgios Kontou", es un espacio para resultar sepulturas en Larnaca, una localidad de la isla y nación de Chipre,  se trata de un antiguo cementerio con una larga historia.
Un "Kition antiguo" texto en un letrero (gubernamental), marca señales hacia el lugar donde se ubica el cementerio.
Se encuentra específicamente en la calle Agiou Georgiou Kontou.